# Andrés Martínez Salazar
Andrés Martínez Salazar (Astorga, Lleó, 8 de febrer de 1846 - La Corunya, 6 d'octubre de 1923) fou un arxiver, historiador i editor del Rexurdimento gallec.
Realitzà els primers estudis al seminari d'Astorga, però marxà a Lleó per realitzar el batxillerat. En 1862 aconsegueix el títol de Bacharel en Arts per la Universidade Literaria de Oviedo. L'any següent es trasllada a Madrid per iniciar els estudis a l'Escola Superior de Diplomàtica de la Universitat Central de Madrid, aconseguint el títol d'arxiver-bibliotecari el 1866. Va ingressar en el Cos Facultatiu d'Arxivers, Bibliotecaris i Arqueòlegs el 1865, amb destinació a l'Arxiu del Ministeri de la Governació. El 1868 fou destinat a l'Arxiu General de l'Administració d'Alcalá d'Henares. El 1871 fou traslladat a l'Arxiu Regional de Galícia a La Corunya, el 1889 a l'Arxiu de la Delegació d'Hisenda d'aquesta ciutat, per tornar de nou com a director al primer, el 1893, fins a la seva jubilació el 1911. Des que es traslladà a La Corunya, estigué sempre vinculat a aquesta ciutat, tant en la seva professió com en la seva activitat intel·lectual. Identificat plenament amb la ciutat i la cultura gallega, dedicà tot el seu treball i la seva vida a la investigació i promoció d'aquesta. Juntament amb Antonio López Ferreiro i José Villa-Amil y Castro, va establir les bases de la moderna historiografia gallega basada en l'estudi i publicació de fonts documentals per a la seva història. En aquest aspecte, va influir especialment la seva amistat amb Manuel Murguía, el seu antecessor en la direcció de l'Arxiu del Regne de Galícia. Com a membre destacat de la historiografia erudita basada en la documentació, feu un important treball de catalogació i investigació científica en història, lingüística, arqueologia, paleografia, bibliografia, heràldica, numismàtica i epigrafia.
Una altra faceta seva fou la d'editor i promotor de llibres sobre temes gallecs. El 1885 va iniciar la seva tasca com a editor amb la fundació, al costat de Juan Fernández Latorre, propietari i director de La Voz de Galicia, de la Biblioteca Gallega, un ambiciós projecte editorial que tenia com a objectiu donar a conèixer al públic les millors obres, tant noves com ja editades, del Rexurdimento literari gallec. A partir de 1887 es va fer càrrec en solitari del projecte, que va mantenir fins a 1903 i va arribar als 52 volums, que destacaven pel seu disseny i la seva acurada impressió. Dins d'aquesta col·lecció, s'hi van publicar i reeditar obres notables sobre autors i temes gallecs d'història, filologia, poesia i novel·la, en el marc del renaixement cultural de segle XIX. Dos anys després, va fundar la revista Galícia, publicada a La Corunya entre 1887-1889 i 1892-1893, en la qual es recolliren articles sobre poesia, ciències físiques i naturals, sociologia, economia, assaig i erudició sobre temes gallecs. També participà activament en la "Cova Céltica", tertúlia freqüentada per escriptors regionalistes. Aquest regionalisme, que es podria qualificar de liberal i influenciat en gran manera per l'historicisme, pot rastrejar-se en algunes de les seves obres històriques, com ara El cerco de La Coruña en 1589 i De la guerra de la Independencia en Galicia.
El 1907 va ser nomenat bibliotecari de la Reunió recreativa i instructiva d'artesans de la Corunya i, des d'aquesta posició, va donar un gran impuls a la biblioteca creant la Secció d'Atenes Científic-Literària. L'any següent va ser nomenat president de l'Associació de la Premsa de la Corunya durant el període 1908-1910 i president del Comitè Provincial de la Secció Arqueològica de l'Exposició Regional de Galícia. Entre els nombrosos càrrecs que va exercir cal destacar que va ser acadèmic de número des del 1905, tresorer entre el 1915 i 1923, i president durant un breu període del 1923 de la Reial Acadèmia Gallega. També fou membre corresponent de la Reial Acadèmia de la Història i de la Reial Acadèmia Espanyola, membre de la Comissió Provincial de Monuments de La Corunya, vocal de l'Acadèmia Provincial de Belles Arts de la Corunya i cronista de la ciutat, corresponent de la Societat Econòmica d'Amics del País de Santiago de Compostel·la, fundador i president de l'Associació de la Premsa de la Corunya.
Com a mostra de la seva vinculació amb la ciutat de La Corunya, el 1878 li fou concedida la Medalla de Bronze de l'Exposició Local de la Corunya.